# Chaetocercus
Chaetocercus és un gènere d'ocells de la subfamília dels troquilins (Trochilinae) dins la família dels troquílids (Trochilidae). Segons la Classificació del Congrés Ornitològic Internacional (versió 2.5, 2010) aquest gènere inclou sis espècies:
- colibrí astral (Chaetocercus astreans). Habita selva i matolls de Sierra Nevada de Santa Marta, al nord-est de Colòmbia.[1]
- colibrí d'Esmeraldas (Chaetocercus berlepschi).
- colibrí borinot (Chaetocercus bombus).  Habita els boscos de l'oest i est de l'Equador i nord del Perú.[2]
- colibrí d'Héliodore (Chaetocercus heliodor).  Habita la selva humida i matolls de Colòmbia, oest de Veneçuela i nord-oest de l'Equador.[3]
- colibrí de Jourdan (Chaetocercus jourdanii).
- colibrí de Mulsant (Chaetocercus mulsant). Habita els clars dels boscos dels Andes de Colòmbia, l'Equador, el Perú i oest de Bolívia.[4]

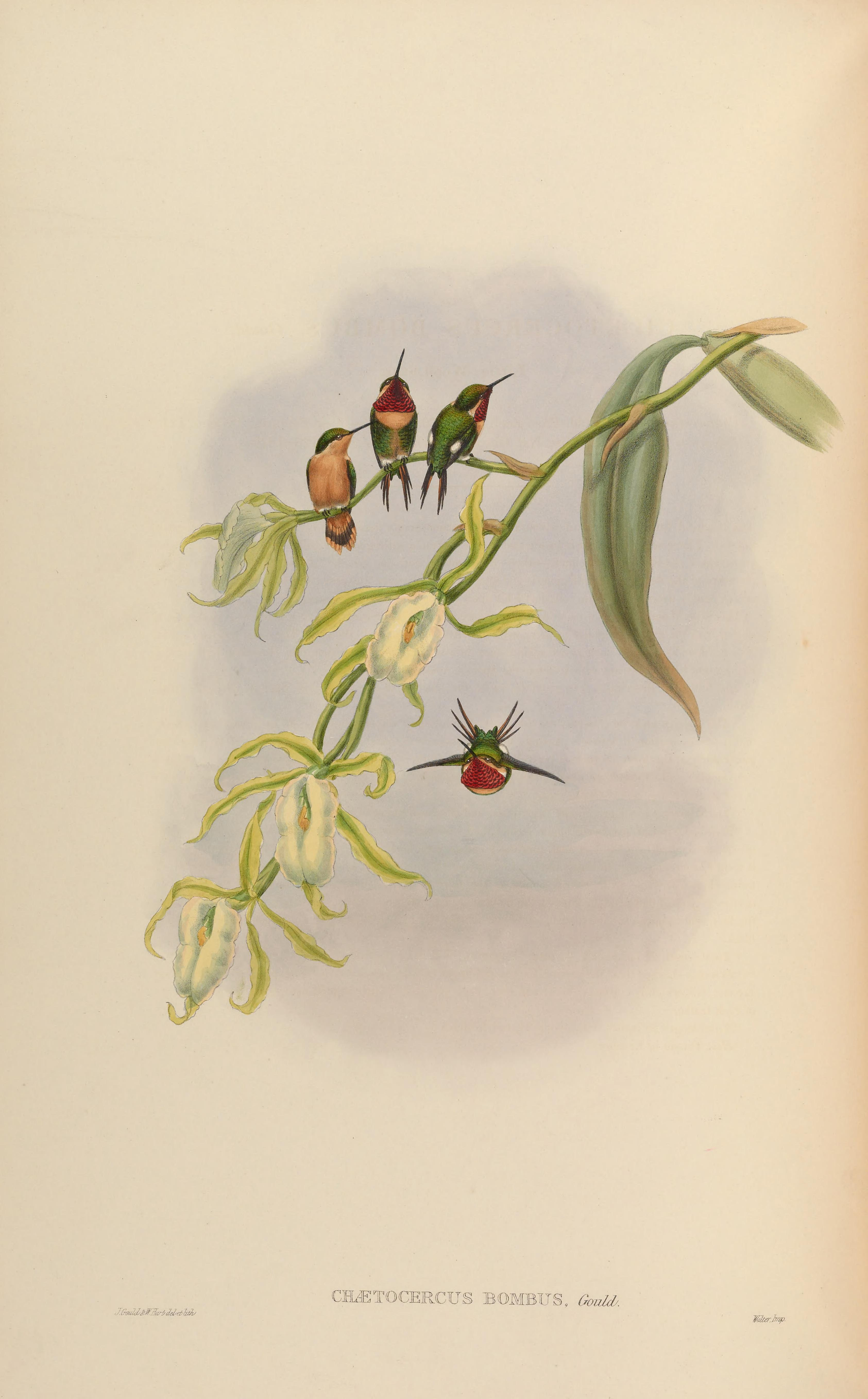
Chaetocercus bombus
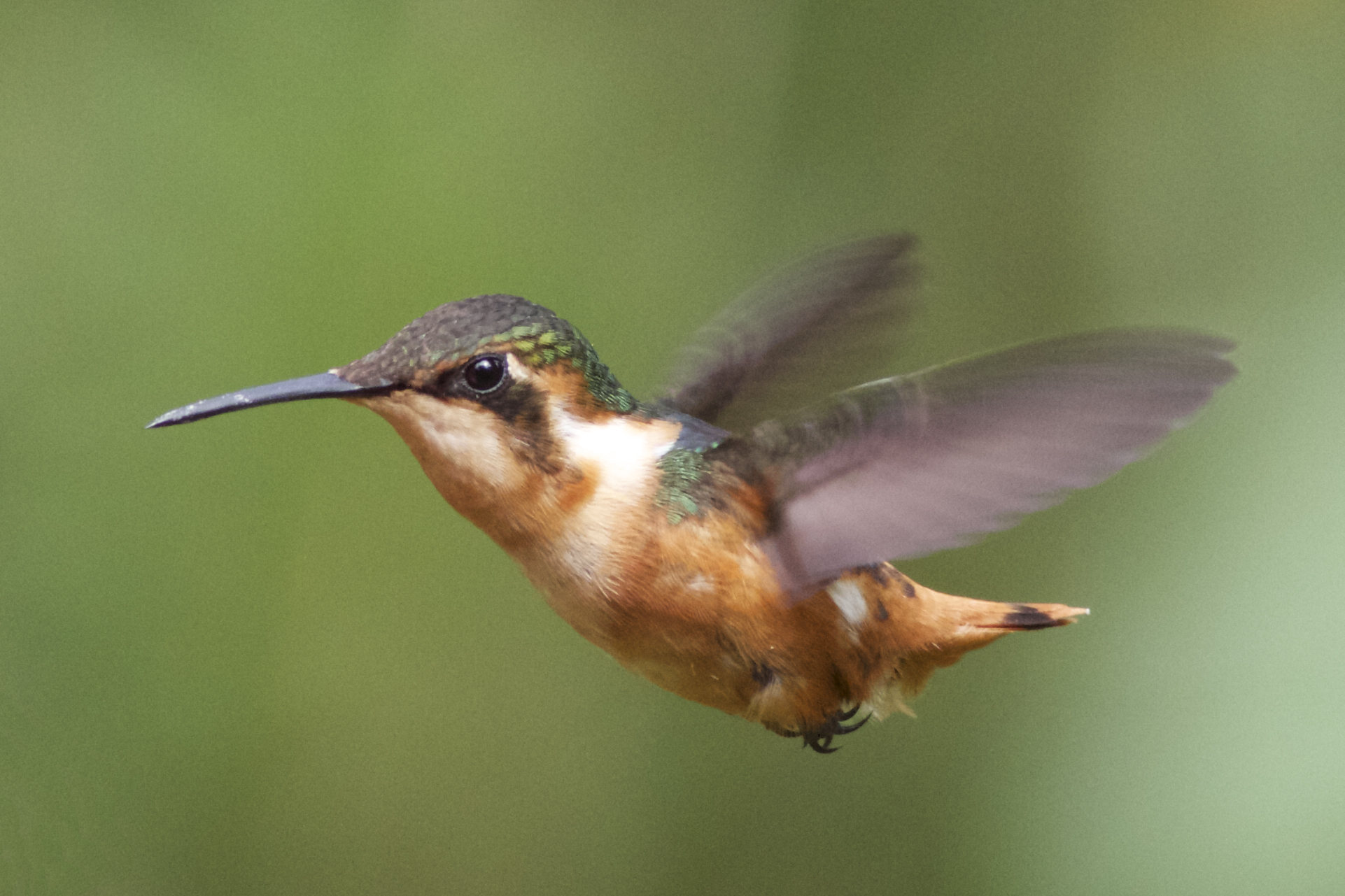
Femella de Chaetocercus heliodor
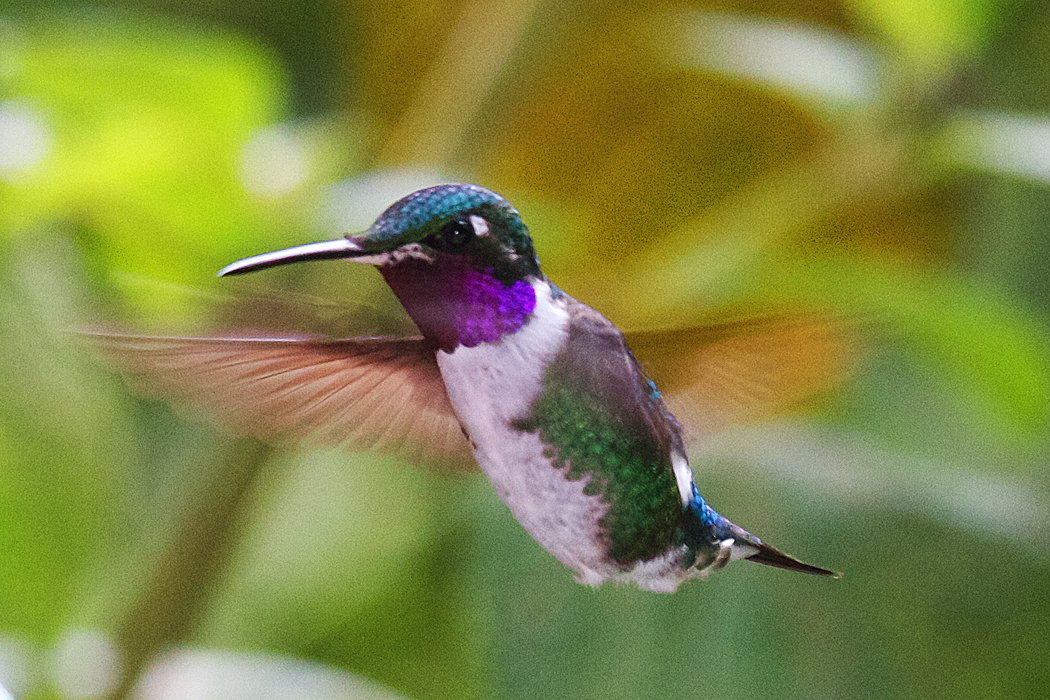
Mascle de Chaetocercus mulsant